# マシュー・ウィルキンソン
マシュー・ウィルキンソン（Matthew Wilkinson、1985年11月16日 - ）は、イギリスロンドン出身、南アフリカおよびイギリスの男性フィギュアスケート選手。2000年-2004年シーズンはイギリスに所属。2005年南アフリカ選手権優勝。2002年イギリス選手権3位。

## 経歴
国際スケート連盟主管の国際大会にはイギリス時代に出場しているものの、南アフリカ在籍時にもムラドストトロフィージュニア未満のクラスでの入賞など国際大会での実績がある。南アフリカに戻る直前の2004年4月、アフリスケート2004ではイギリス所属で優勝した。
2014年12月にイギリスのフィギュアスケート選手であるゾーイ・ジョーンズ（旧姓）と再婚している。

## 主な戦績
| 大会/年               | 2001-02 | 2002-03 | 2003-04 | 2004-05 | 2005-06 |
| --------------------- | ------- | ------- | ------- | ------- | ------- |
| 南アフリカ選手権      |         |         |         |         | 1       |
| イギリス選手権        | 5       | 3       | 8       |         |         |
| 世界ジュニア選手権    | 24      | 29      | 21      |         |         |
| JGPチェコスケート     |         |         | 16      |         |         |
| JGPスケートブレッド   |         |         | 13      |         |         |
| JGPスケートスロバキア |         | 9       |         |         |         |
| JGPトラパネーゼ杯     | 18      | 13      |         |         |         |

### 詳細
| 2005-2006 シーズン |                                    |    |    |          |
| 開催日             | 大会名                             | SP | FP | 結果     |
| 2005年9月25日-28日 | 南アフリカフィギュアスケート選手権 |    |    | 1 126.00 |

| 2003-2004 シーズン   |                                                      |      |    |    |      |
| 開催日               | 大会名                                               | 予選 | SP | FP | 結果 |
| 2004年2月29日-3月7日 | 2004年世界ジュニアフィギュアスケート選手権（ハーグ） | 12   | 24 | 19 | 21   |
| 2003年10月9日-12日   | ISUジュニアグランプリ スケートブレッド（ブレッド）   | -    | 14 | 13 | 13   |
| 2003年10月2日-5日    | ISUジュニアグランプリ チェコスケート（オストラヴァ） | -    | 12 | 17 | 16   |

| 2002-2003 シーズン     |                                                            |      |    |    |      |
| 開催日                 | 大会名                                                     | 予選 | SP | FP | 結果 |
| 2003年2月24日-3月2日   | 2003年世界ジュニアフィギュアスケート選手権（オストラヴァ） | 11   | 30 | -  | 29   |
| 2002年10月30日-11月3日 | ISUジュニアグランプリ トラパネーゼ杯（ミラノ）             | -    | 14 | 12 | 13   |
| 2002年10月3日-6日      | ISUジュニアグランプリ スケートスロバキア（ブラチスラヴァ） | -    | 9  | 10 | 9    |